# (418265) 2008 EA32
(418265) 2008 EA32 es un asteroide que forma parte de los asteroides Atira, descubierto el 10 de marzo de 2008 por el equipo del Catalina Sky Survey desde el Catalina Sky Survey, Arizona, Estados Unidos.

## Designación y nombre
Designado provisionalmente como 2008 EA32.

## Características orbitales
2008 EA32 está situado a una distancia media del Sol de 0,615 ua, pudiendo alejarse hasta 0,803 ua y acercarse hasta 0,428 ua. Su excentricidad es 0,304 y la inclinación orbital 28,26 grados. Emplea 176 días en completar una órbita alrededor del Sol.

## Características físicas
La magnitud absoluta de 2008 EA32 es 16,5.